# Serge-Philippe Raux Yao
Serge-Philippe Raux Yao (* 30. Mai 1999 in Pontoise) ist ein französischer Fußballspieler.

## Karriere
Raux Yao begann seine Karriere bei der AJ Auxerre. Im August 2017 spielte er erstmals für die Reserve von Auxerre in der fünftklassigen National 3. In der Saison 2017/18 kam er zu 13 Einsätzen für Auxerre B. In der Saison 2018/19 machte er 26 Spiele in der fünfthöchsten Spielklasse. Im November 2019 gab er im Cup sein Debüt für die Profis des Zweitligisten, dies sollte aber zugleich sein einziger Einsatz für das Team bleiben.
Zur Saison 2020/21 wechselte er nach Belgien zum Erstligisten Cercle Brügge. Sein Debüt in der Division 1A gab er im Oktober 2020 gegen Sporting Charleroi. In seiner ersten Spielzeit in Brügge kam er aber nur zu zwei Einsätzen. Nachdem er auch in der Saison 2021/22 nur einmal zum Einsatz gekommen war, kehrte er im Januar 2022 nach Frankreich zurück und schloss sich dem Zweitligisten AF Rodez an. Dort kam er bis zum Ende der Spielzeit zu 14 Einsätzen in der Ligue 2. In der Saison 2022/23 absolvierte der Innenverteidiger 31 Partien in der zweiten Liga.
Zur Saison 2024/25 wechselte Raux Yao nach seinem Vertragsende in Rodez zum österreichischen Bundesligisten SK Rapid Wien, bei dem er einen bis 2028 laufenden Vertrag erhielt.